# Championnat d'Europe féminin de volley-ball 1995
Navigation
Rép. tchèque 1993 Rép. tchèque 1997
Le 19e championnat d'Europe féminin de volley-ball a eu lieu à Arnhem, aux Pays-Bas, du 23 septembre au 1er octobre 1995.

## Équipes présentes
| - Pays-Bas (Organisateur) - Russie (Vainqueur du Championnat d'Europe 1993) - Tchéquie (2e au Championnat d'Europe 1993) - Ukraine (3e au Championnat d'Europe 1993) - Italie (4e au Championnat d'Europe 1993) - Allemagne (5e au Championnat d'Europe 1993) | - Croatie (6e au Championnat d'Europe 1993) - Biélorussie (8e au Championnat d'Europe 1993) - Bulgarie (1er Poule A TQCE) - Lettonie (1er Poule B TQCE) - Turquie (1er Poule C TQCE) - Pologne (1er Poule D TQCE) |

## Tour préliminaire

### Composition des groupes
| Poule A                                                                | Poule B                                                         |
| ---------------------------------------------------------------------- | --------------------------------------------------------------- |
| Site : Groningen Allemagne Biélorussie Lettonie Pologne Russie Ukraine | Site : Arnhem Bulgarie Croatie Italie Pays-Bas Tchéquie Turquie |

### Poule A
| No | Équipe      | Points | Matches | Matches | Matches | Sets | Sets   | Sets  | Points | Points | Points |
| No | Équipe      | Points | joués   | gagnés  | perdus  | pour | contre | Ratio | pour   | contre | Ratio  |
| -- | ----------- | ------ | ------- | ------- | ------- | ---- | ------ | ----- | ------ | ------ | ------ |
| 1  | Russie      | 10     | 5       | 5       | 0       | 15   | 0      | MAX   | 227    | 121    | 1.876  |
| 2  | Allemagne   | 9      | 5       | 4       | 1       | 12   | 6      | 2.000 | 228    | 180    | 1.267  |
| 3  | Ukraine     | 8      | 5       | 3       | 2       | 10   | 10     | 1.000 | 255    | 237    | 1.076  |
| 4  | Biélorussie | 7      | 5       | 2       | 3       | 8    | 10     | 0.800 | 207    | 218    | 0.950  |
| 5  | Pologne     | 6      | 5       | 1       | 4       | 7    | 13     | 0.538 | 227    | 263    | 0.863  |
| 6  | Lettonie    | 5      | 5       | 0       | 5       | 2    | 15     | 0.133 | 119    | 244    | 0.488  |

### Poule B
| No | Équipe   | Points | Matches | Matches | Matches | Sets | Sets   | Sets  | Points | Points | Points |
| No | Équipe   | Points | joués   | gagnés  | perdus  | pour | contre | Ratio | pour   | contre | Ratio  |
| -- | -------- | ------ | ------- | ------- | ------- | ---- | ------ | ----- | ------ | ------ | ------ |
| 1  | Croatie  | 10     | 5       | 5       | 0       | 15   | 4      | 3.750 | 273    | 194    | 1.407  |
| 2  | Pays-Bas | 9      | 5       | 4       | 1       | 14   | 4      | 3.500 | 251    | 194    | 1.294  |
| 3  | Bulgarie | 8      | 5       | 3       | 2       | 11   | 7      | 1.571 | 232    | 183    | 1.268  |
| 4  | Italie   | 7      | 5       | 2       | 3       | 8    | 10     | 0.800 | 192    | 231    | 0.831  |
| 5  | Tchéquie | 6      | 5       | 1       | 4       | 4    | 14     | 0.286 | 185    | 249    | 0.743  |
| 6  | Turquie  | 5      | 5       | 0       | 5       | 2    | 15     | 0.133 | 169    | 251    | 0.673  |

## Demi-finales

### Demi-finales 5-8
| 30 septembre | Bulgarie | 3 | - | 0 | Biélorussie | (15-11 15-7 15-13)     |
| 30 septembre | Italie   | 3 | - | 1 | Ukraine     | (15-9 8-15 15-8 15-13) |

### Demi-finales 1-4
| 30 septembre | Pays-Bas | 3 | - | 1 | Russie    | (15-7 15-7 12-15 15-7) |
| 30 septembre | Croatie  | 3 | - | 0 | Allemagne | (15-7 15-3 15-2)       |

## Finales

### Places 7-8
| 1er octobre | Ukraine | 3 | - | 0 | Biélorussie | (16-14 15-10 15-8) |

### Places 5-6
| 1er octobre | Bulgarie | 3 | - | 2 | Italie | (10-15 15-9 15-5 4-15 15-8) |

### Places 3-4
| 1er octobre | Russie | 3 | - | 0 | Allemagne | (15-6 15-2 15-10) |

### Places 1-2
| 1er octobre | Pays-Bas | 3 | - | 0 | Croatie | (15-7 15-13 15-2) |

## Classement final
| Classement         | Pays        |
| ------------------ | ----------- |
| Médaille d'or      | Pays-Bas    |
| Médaille d'argent  | Croatie     |
| Médaille de bronze | Russie      |
| 4e                 | Allemagne   |
| 5e                 | Bulgarie    |
| 6e                 | Italie      |
| 7e                 | Ukraine     |
| 8e                 | Biélorussie |
| 9e                 | Pologne     |
| 10e                | Tchéquie    |
| 11e                | Lettonie    |
| 12e                | Turquie     |